# 陳應運
陳應運（？—1631年），榜名洪应运，字玉衡，福建泉州府晋江县人。

## 生平
萬曆三十七年（1609年）己酉科福建乡试举人，崇祯元年（1628年）戊辰科進士，授浙江永嘉县知县，剔弊除奸，不遗余力，乃为忌者所中，解绶東还，崇祯四年七月郁郁以忧死。